# Anders Jahan Retzius
Anders Jahan Retzius (født 3. oktober 1742 i Kristianstad, død 6. oktober 1821 i Stockholm) var en svensk naturforsker, far til Anders Retzius. Autornavnet Retz. kan bruges for Anders Jahan Retzius sammen med et videnskabeligt artsnavn inden for botanikken. (Wikipedia-artikler der bruger autornavnet)
Retzius blev 1764 docent i kemi, 1767 tillige i naturalhistorie. 1768—72 opholdt han sig i Stockholm, men udnævntes allerede 1771 til adjunkt i naturalhistorie ved Lunds Universitet og stiftede efter sin tilbagekomst til Lund 1772 Fysiografiska Sällskapet.
1777 udnævntes han til ekstraordinær, 1787 til ordinær professor ved Carolinska Akademien, en stilling, hvorfra han trak sig tilbage 1812. Retzius var en lærd mand, som blandt andet først henvendte opmærksomheden på de vigtige zoologiske fund i Skånes tørvemoser, og han skænkede sine store og meget værdifulde samlinger af stenredskaber og naturalier til Lunds Universitet.